# Tower Millennium Pier

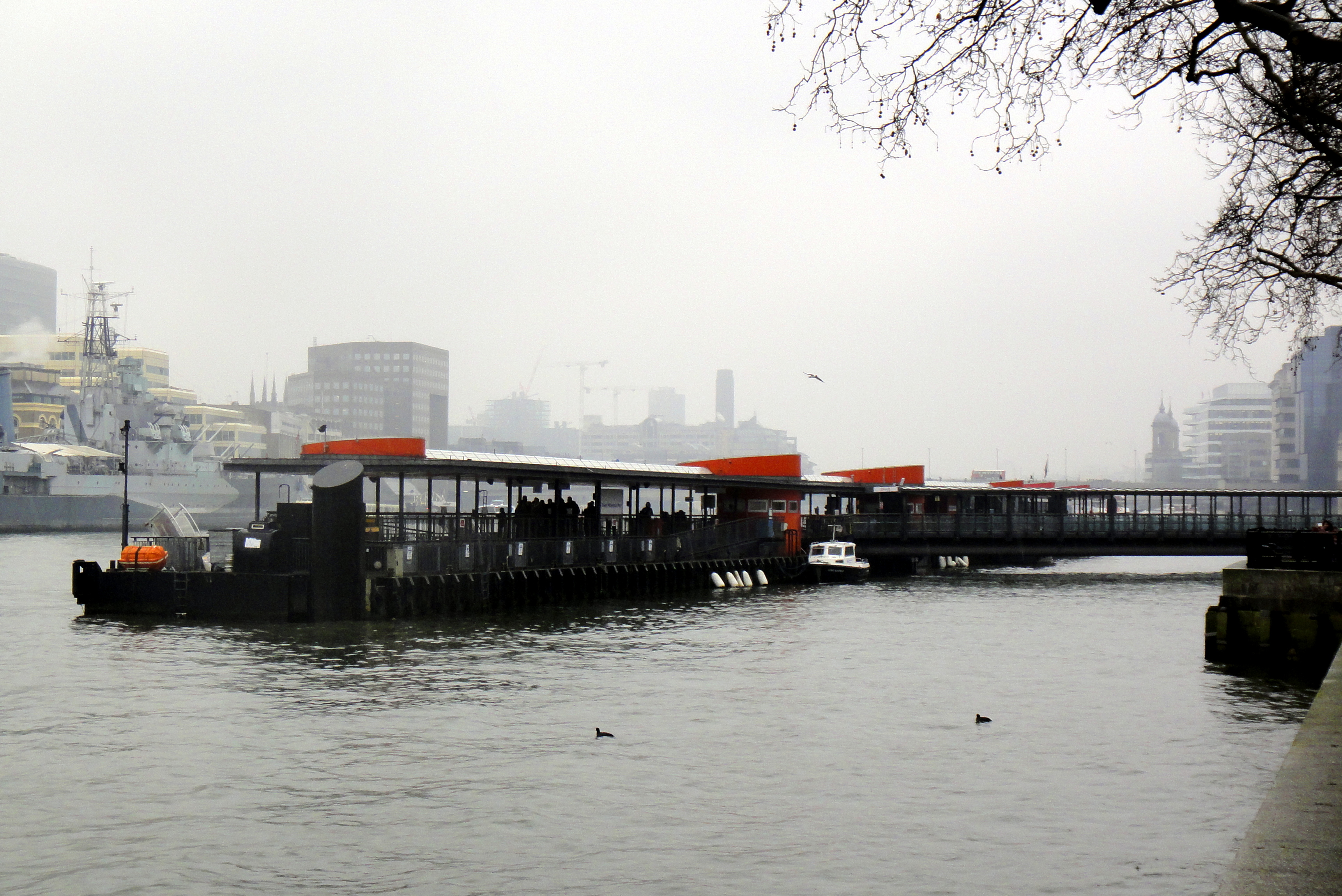
Tower Millennium Pier, gesehen von der Tower Wharf

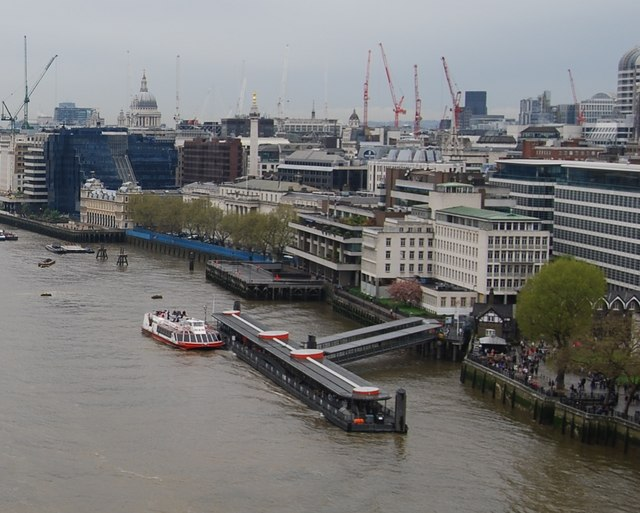
Tower Millennium Pier (2009) gesehen von der Tower Bridge

Der Tower Millennium Pier ist ein Schiffsanleger an der Themse. Er liegt im zentralen London neben dem Tower of London und der Tower Bridge. Ein Anleger an dieser Stelle existiert seit mehreren Jahrhunderten, der jetzige Anleger stammt aus dem Jahr 2000.
Der Tower Millennium wird sowohl von den Thames Clippers auf der regelmäßigen London-Route als auch von einer regelmäßigen Touristenfahrt und privaten Charterbooten angelaufen. Betreiber der Anlegestelle ist London River Services. Sie übernahm den Anleger nach dem Bau des jetzigen Gebäudes von der Port of London Authority.
Der Anleger entstand im Rahmen des Thames-2000-Plans der Londoner Stadtregierung, die den Fluss aufwerten wollte. Insgesamt entstanden dabei für 18 Millionen Pfund fünf neue Piers in der Stadt. Die Zahl der Benutzer des Flusses stieg in den folgenden Jahren um eine Million pro Jahr auf insgesamt sechs Millionen Fahrgäste. Insbesondere der Tower Millennium Pier litt nach wenigen Jahren bereits oft an Überfüllung und Enge. Ein weiterer Ausbau des Piers erfolgte 2011/2012 in Vorbereitung auf die Olympischen Sommerspiele 2012. Unter anderem wurde der Anleger dabei um 30 Meter verlängert, seine Kapazität um 25 % erhöht.
Ab 2001 lag ein E-class-Seenotrettungsboot der Royal National Lifeboat Institution am Pier an. Dies war das erste Mal, dass die RNLI einen Fluss und kein offenes Gewässer überwachte. Im Jahr 2006 zog es um. Mittlerweile war der ehemalige Waterloo Pier zur Tower Lifeboat Station umgebaut wurden. Der neue Anleger muss keine weiteren Aufgaben erfüllen außer der Rettung Schiffbrüchiger.